# Факел (Львів)
«Електрон»  — український футзальний клуб, який представляв Львів. У 1990 році виступав у першому розіграші чемпіонату УРСР з футболу.

## Історія
Футзальний клуб «Електрон» засновано 1990 року у Львові. У 1990 році проходить перший чемпіонат УРСР з міні-футболу, в якому бере участь п'ять команд, включаючи львівський «Факел». Переможцем з величезною перевагою стає дніпропетровський «Механізатор». Друге місце дістається «Металургу» зі Світловодська, єдиною командою, яка зуміла нав'язати боротьбу чемпіону, програвши йому з рахунком 3:5. Бронзовим призером стає «Факел». Львів'янин Руслан Гресько стає також найкращим бомбардиром турніру.
Згодом через фінансові труднощі клуб розформували.

## Досягнення
- Чемпіонат УРСР з міні-футболу
  -  Бронзовий призер (1): 1990 (неофіційний)

## Зала
Домашні поєдинки «Факел» проводив у залі СК СКА Львів, яка містить 500 сидячих місць.